# Black Is Black (álbum)
Black Is Black es el álbum debut del grupo español de música beat Los Bravos. El álbum cuenta con su canción principal homónima, un éxito internacional. El álbum fue lanzado originalmente en 1966, pero el listado de canciones es diferente en el Reino Unido y Estados Unidos. El CD de la versión estadounidense fue reeditado en 2000, mientras que el CD de la versión británica fue reeditado en 2003 con 13 bonus tracks.
Alcanzó el puesto 93 en el Billboard 200.

## Lista de canciones

### Álbum original de EE. UU.[2]
1. "Black is Black"
2. "Trapped"
3. "Baby, Baby"
4. "Make It Easy For Me"
5. "She Believes in Me"
6. "I Want a Name"
7. "I Don't Care"
8. "Stop That Girl"
9. "I'm Cuttin' Out"
10. "Don't Be Left Out in the Cold"
11. "You Won't Get Far"
12. "Baby Believe Me"

### Álbum original de Reino Unido[3]
1. "Black is Black"
2. "Trapped"
3. "Baby, Baby"
4. "Make It Easy For Me"
5. "She Believes in Me"
6. "Will You Always Love Me"
7. "Stop That Girl"
8. "Give Me a Chance"
9. "I'm Cuttin' Out"
10. "Two Kinds of Lover"
11. "You Won't Get Far"
12. "Baby Believe Me"

### CD Bonus del álbum original de Reino Unido
1. "I Want a Name"
2. "Going Nowhere"
3. "Brand New Baby"
4. "I Don't Care"
5. "Don't Be Left Out in the Cold"
6. "I'm All Ears"
7. "You'll Never Get the Chance Again"
8. "Bring a Little Lovin' "
9. "Make It Last"
10. "Like Nobody Else"
11. "Sympathy"
12. "Just Holding On"
13. "Dirty Street"

## Componentes
- Michael Volker Kogel (Mike Kennedy): voz principal
- Antonio Martinez: guitarra electrica principal
- Manuel Fernández: órgano
- Miguel Vincens Danus: bajo
- Pablo Sanllehí: batería

; componentes adicionales:
- Jimmy Page: guitarra rítmica
- Vic Flick guitarra principal ("Black Is Black")
- John McLaughlin guitarra rítmica ("Black Is Black")